# Plagiobothrys pygmaeus
Plagiobothrys pygmaeus är en strävbladig växtart som först beskrevs av Carl Sigismund Kunth, och fick sitt nu gällande namn av Ivan Murray Johnston. Plagiobothrys pygmaeus ingår i släktet tiggarstavar, och familjen strävbladiga växter. Inga underarter finns listade i Catalogue of Life.